# ITF Women's Circuit Pingguo 2010
L'ITF Women's Circuit Pingguo 2010 è stato un torneo di tennis facente parte della categoria ITF Women's Circuit nell'ambito dell'ITF Women's Circuit 2010. Il montepremi del torneo era di $25 000 ed esso si è svolto nella settimana tra il 11 gennaio e il 17 gennaio. Il torneo si è giocato nella città di Pingguo in Cina.

## Vincitori

### Singolare
Zhou Yi-Miao ha battuto in finale  Anna Gerasimou con il punteggio di 6–3, 6–0.

### Doppio
Chan Chin-Wei /  Xu Yi-Fan hanno battuto in finale  Ji Chun-Mei /  Liu Wan-Ting con il punteggio di 6–3, 6–1.